# حشره‌خوار کامچاتکا
 حشره‌خوار کامچاتکا (نام علمی: Sorex camtschatica) نام یک گونه از سرده حشره‌خوارهای دم‌دراز است.